# Erixx
Unter dem Markennamen erixx (in Fahrgastinformationen abgekürzt: erx) betreiben zwei nichtbundeseigene Eisenbahnverkehrsunternehmen Schienenpersonennahverkehr in Niedersachsen und Schleswig-Holstein, ehemals auch in Bremen und Hamburg.
Die erixx GmbH mit Sitz in Celle betreibt Schienenpersonennahverkehr in der Lüneburger Heide, in der Region Braunschweig und im Harz. Die erixx Holstein GmbH mit Sitz in Lübeck betreibt mehrere Linien des Akku-Netzes zwischen Elbe, Holsteinischer Schweiz und Ostsee.
Beide Unternehmen gehören den Osthannoverschen Eisenbahnen (OHE), die wiederum – neben einigen Kommunen – Eigentum der Netinera-Gruppe der italienischen Staatsbahnen (FS) ist. Den OHE gehören auch Anteile der Metronom Eisenbahngesellschaft.

## Geschichte

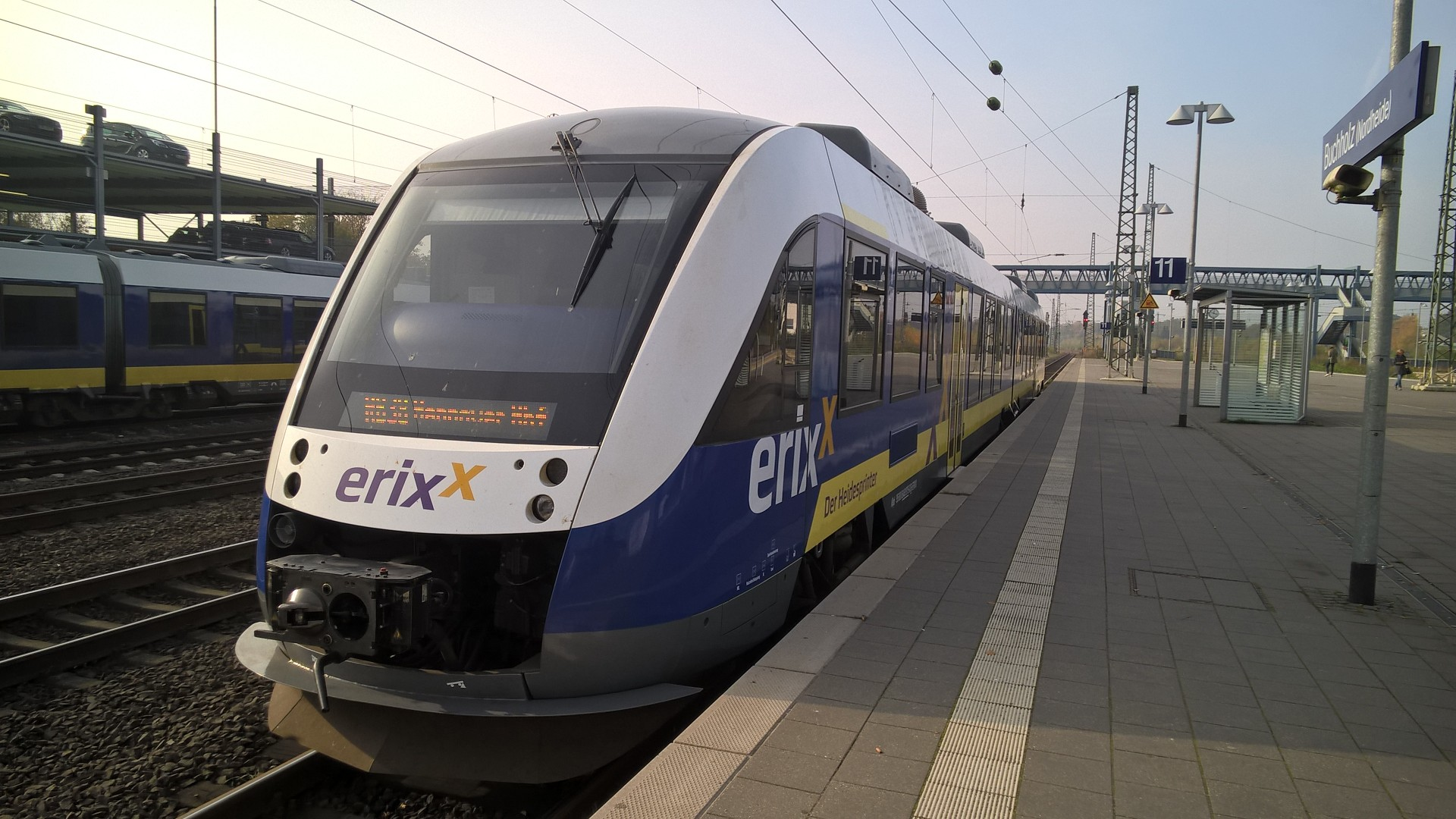
LINT 41 nach Hannover in Buchholz (Heidekreuz)

Ehemaliges Logo des „Heidesprinters“

### Heidekreuz
Von Dezember 2011 bis Ende 2021 wurde von der Gesellschaft das so genannte Heidekreuz betrieben, bestehend aus den beiden sich in Soltau kreuzenden Eisenbahnlinien Hannover–Buchholz (Heidebahn) und Bremen–Uelzen (Amerikalinie).
Nachdem die Aufgabenträger der betreffenden Linien, die Landesnahverkehrsgesellschaft Niedersachsen (LNVG), die Region Hannover und SKUMS der Osthannoverschen Eisenbahnen AG (OHE) 2011 den Zuschlag für den Betrieb des Heidekreuzes erteilt hatten, gründeten diese am 18. April 2011 als Betreiber dieser Linien eine neue Tochtergesellschaft Heidekreuzbahn GmbH mit Sitz in Celle. In einem Wettbewerb wurde im Anschluss zu Namensvorschlägen aufgerufen. Es gewann schließlich Daniel Benke mit dem Vorschlag erixx – Der Heidesprinter und die Gesellschaft wurde in erixx GmbH umbenannt. Der neue Name setzt sich aus Erika, dem botanischen Namen für die Heidepflanzen, und dem das Heidekreuz symbolisierenden X zusammen.
Der Sitz wurde Ende 2011 nach Soltau verlegt. Geschäftsführer war u. a. zwischen 2013 und 2017 Wolfgang Kloppenburg. Johann Ubben sorgte als verantwortlicher Projektleiter für die Vorbereitungen zur Betriebsaufnahme im Dezember 2011, bis 2013 war Wolfgang Birlin Geschäftsführer.
Die Muttergesellschaft Netinera Deutschland ist Teil einer Firmengruppe unter Führung der italienischen Staatsbahn FS (Ferrovie dello Stato Italiane).

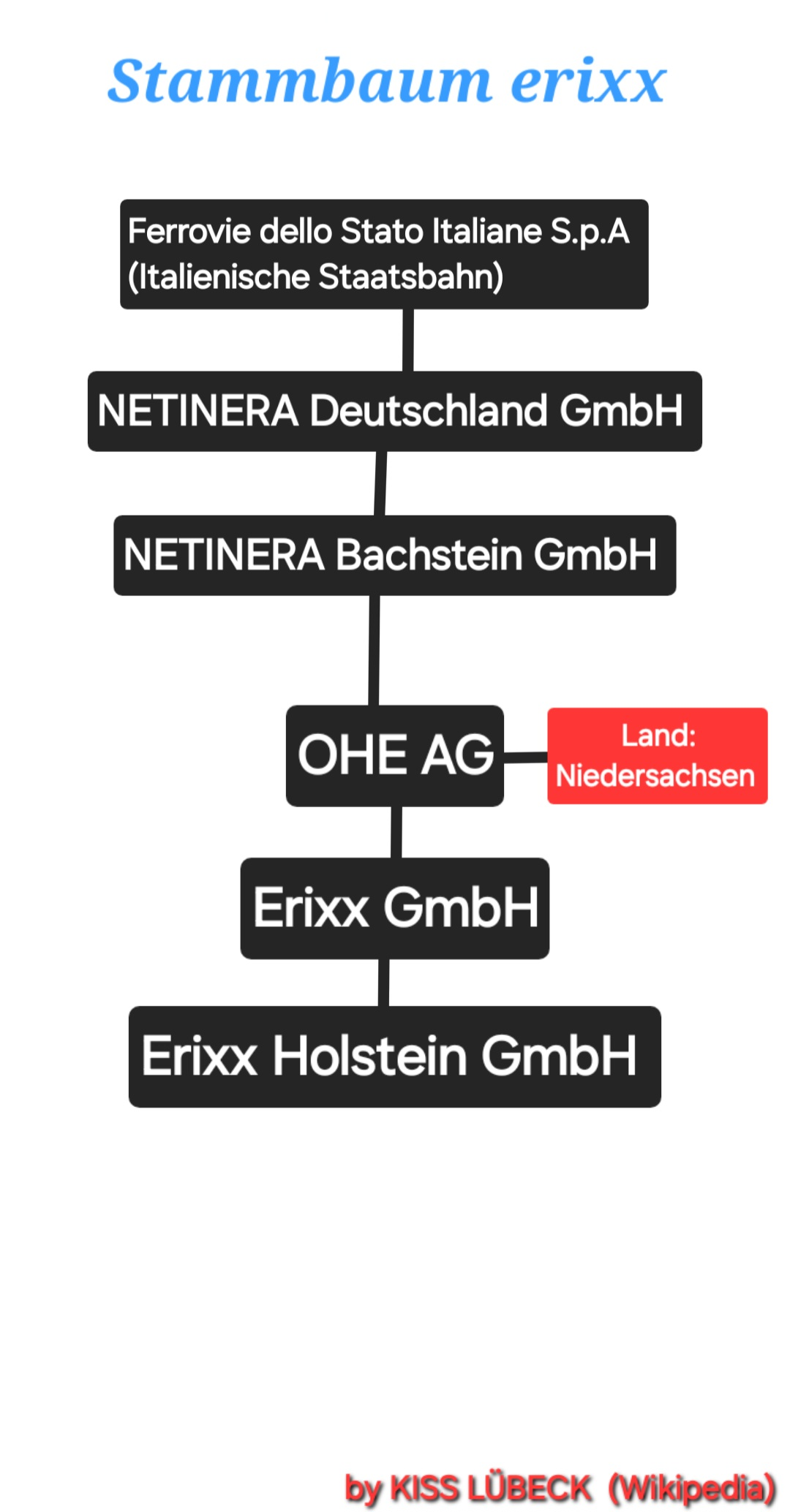
Stammbaum der Erixx GmbH

Für die beiden Linien wurden zunächst von der LNVG insgesamt 27 Triebwagen vom Typ LINT 41 angeschafft, die hier seit dem 11. Dezember 2011 eingesetzt werden.
Die Verlängerung des Betriebs der Regionalbahnen auf der Heidebahnrelation über die Güterstrecke Buchholz–Maschen nach Hamburg-Harburg erzielte auf Basis einer Untersuchung des Landes Niedersachsen ein positives Ergebnis, konnte jedoch wegen fehlender Kapazitäten nicht sofort realisiert werden. Nach eingehender Prüfung konnte die Linie schließlich immerhin am Wochenende verlängert werden, womit die Landesnahverkehrsgesellschaft Niedersachsen und der Hamburger Verkehrsverbund (HVV) ab Dezember 2018 für drei Jahre die erixx GmbH beauftragt hat.
Bei der Neuausschreibung wurde das Heidekreuz mit der von der Nordwestbahn betriebenen Weser-/Lammetalbahn zum Dieselnetz Niedersachsen Mitte zusammengelegt. Den Zuschlag hierfür erhielt DB Regio. DB Regio betreibt das Netz nicht selbst, sondern seit Dezember 2021 durch die DB-Tochter Regionalverkehre Start Deutschland.

### Dieselnetz Niedersachsen-Südost

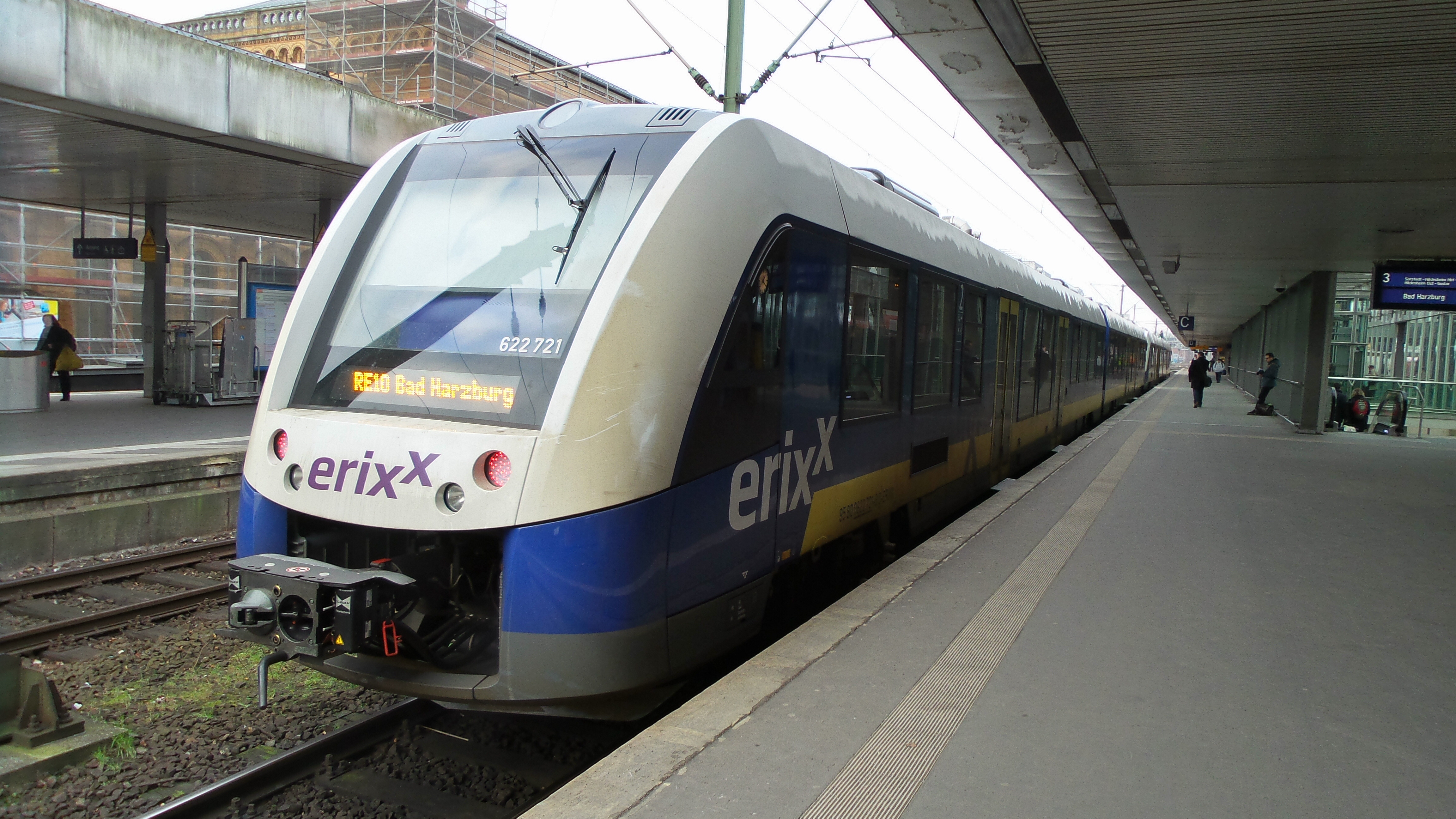
LINT 54 nach Bad Harzburg in Hannover (DINSO II)

2012 schrieben die LNVG, die Region Hannover und der Regionalverband Großraum Braunschweig das Dieselnetz Niedersachsen-Südost (DINSO) mit zwei Losen aus, dessen Los 2 die erixx GmbH gewann. Mit Triebwagen vom Typ LINT 54 aus dem LNVG-Fahrzeugpool hat das Eisenbahnverkehrsunternehmen für den Zeitraum von 2014 bis 2029 den Personenverkehr auf den Linien Hannover–Hildesheim–Bad Harzburg, Braunschweig–Uelzen, Braunschweig–Goslar/Bad Harzburg und Lüneburg–Dannenberg übernommen.

### Akkunetz Schleswig-Holstein

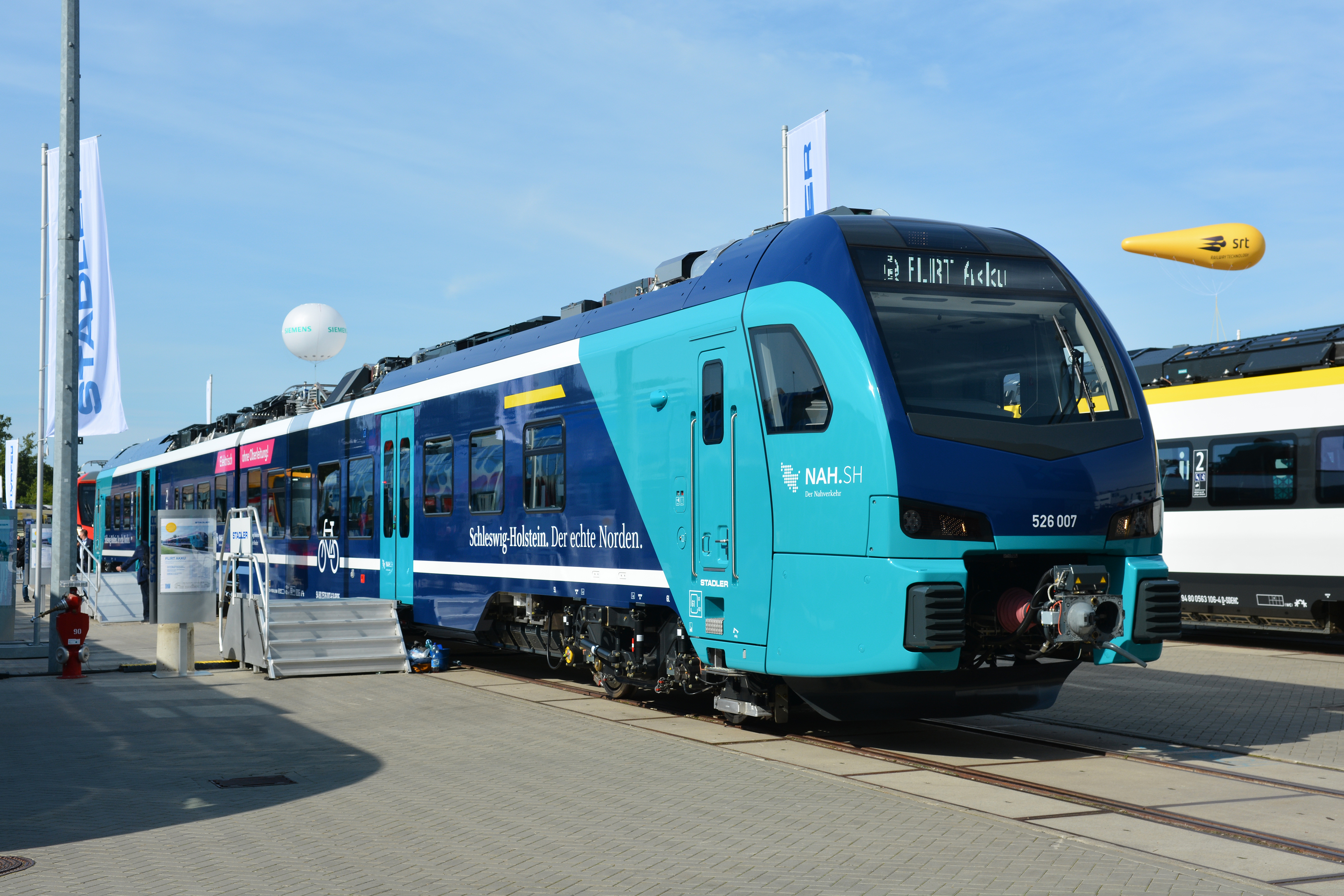
Stadler Flirt Akku auf der InnoTrans 2022

Im Februar 2021 gaben die zuständigen Aufgabenträger Nahverkehrsverbund Schleswig-Holstein (Nah.SH) und die LNVG bekannt, dass sie den Betrieb im Los Ost des schleswig-holsteinischen Akku-Netzes ab dem 11. Dezember 2022 an die Osthannoverschen Eisenbahnen AG (OHE) vergeben werden. Für den Betrieb des Akku-Netzes gründete die OHE im Herbst 2021 die neue Tochtergesellschaft erixx Holstein GmbH mit Sitz in Lübeck. Für das Netz werden vom Aufgabenträger Akkutriebwagen vom Typ Flirt Akku bereitgestellt und durch Stadler Rail im Bahnbetriebswerk Rendsburg gewartet. Anfang 2022 war geplant, die neuen Fahrzeuge ab Mai 2023 einzusetzen. In der Übergangszeit stellte der vorherige Betreiber, die DB Regio Schleswig-Holstein, Dieseltriebzüge des Typs Coradia LINT 41 als Übergangsflotte bereit. Die Ausbildung der Triebfahrzeugführer auf den neuen Zügen begann im Juni 2023.
Aufgrund von Personalmangel, zum Teil krankheitsbedingt (zeitweise waren über 13 % der Mitarbeiter erkrankt), sowie einer geringen Fahrzeugverfügbarkeit der Übergangsflotte (zum Teil waren nur 17 von 25 Dieseltriebwagen einsatzfähig), gestaltete sich die Betriebsaufnahme von erixx Holstein schwierig. Auf der Linie RB 76 fand bis zum 1. Mai 2023 nur Schienenersatzverkehr statt, auf den Linien RE 83 und RB 84 fielen zahlreiche Züge aus. Fahrgäste und auch die anliegenden Kommunen beschwerten sich bei erixx und dem Aufgabenträger Nah.SH über die mangelnde Betriebsqualität.
Im Juni 2023 wurde bekannt gegeben, dass erixx Holstein leihweise mehrere Fahrzeuge vom Typ Stadler GTW 2/6 erhalten wird. Diese fuhren zuvor bei der Ostdeutschen Eisenbahn GmbH (ODEG) und kamen für die Dauer der Kieler Woche zum Einsatz. Es wurde darüber hinaus überlegt, ob die Fahrzeuge bis zum Eintreffen der Triebfahrzeuge vom Typ Flirt Akku eingesetzt werden sollen. Im Juli 2023 wurde bekannt gegeben, dass die Triebwagen vom Typ Stadler GTW 2/6 wieder in den Bestand der Ostdeutschen Eisenbahn GmbH (ODEG) gelangen, um dort vorübergehend die Neufahrzeuge vom Typ Alstom Coradia LINT 54 zu ersetzen.
Nachdem die Zulassung für die Fahrzeuge vom Typ Flirt Akku des Herstellers Stadler Rail am 7. September 2023 von der Eisenbahnagentur der Europäischen Union erteilt wurde, begann am 1. Oktober 2023 der regelmäßige Einsatz im Fahrgastbetrieb, zunächst auf der Linie RB 76. Der Einsatz auf den Linien RE 83 und RB 84 startete planmäßig am 22. Oktober. Bereits kurz danach traten massive Probleme mit den Zügen auf, die erneut für Zugausfälle und die Nutzung eines auf etwa die Hälfte aller Zugläufe reduzierten Notfahrplans sorgten. Eine Rückkehr zum Regelbetrieb war erst im Januar 2024 möglich.

## Liniennetz

### Aktueller Betrieb
| Linie | Linienname      | Linienweg                                                                         | Fahrzeug   | Aufgabenträger                                               | Netz und Vertragslaufzeit                                            |
| ----- | --------------- | --------------------------------------------------------------------------------- | ---------- | ------------------------------------------------------------ | -------------------------------------------------------------------- |
| RE 10 | Harz-Heide-Bahn | Hannover – Hildesheim – Salzgitter-Ringelheim – Goslar – Bad Harzburg             | LINT 54    | LNVG, Region Hannover, Regionalverband Großraum Braunschweig | Dieselnetz Niedersachsen Südost (DINSO), Los 2 Dez. 2014 – Dez. 2029 |
| RB 32 | Wendlandbahn    | Lüneburg – Hitzacker – Dannenberg Ost                                             | LINT 54    | LNVG, Region Hannover, Regionalverband Großraum Braunschweig | Dieselnetz Niedersachsen Südost (DINSO), Los 2 Dez. 2014 – Dez. 2029 |
| RB 42 | Harz-Heide-Bahn | Braunschweig Hbf – Wolfenbüttel – Vienenburg – Bad Harzburg                       | LINT 54    | LNVG, Region Hannover, Regionalverband Großraum Braunschweig | Dieselnetz Niedersachsen Südost (DINSO), Los 2 Dez. 2014 – Dez. 2029 |
| RB 43 | Harz-Heide-Bahn | Braunschweig Hbf – Wolfenbüttel – Vienenburg – Goslar                             | LINT 54    | LNVG, Region Hannover, Regionalverband Großraum Braunschweig | Dieselnetz Niedersachsen Südost (DINSO), Los 2 Dez. 2014 – Dez. 2029 |
| RB 47 | Mühlenbahn      | Braunschweig Hbf – Gifhorn – Wittingen – Uelzen                                   | LINT 54    | LNVG, Region Hannover, Regionalverband Großraum Braunschweig | Dieselnetz Niedersachsen Südost (DINSO), Los 2 Dez. 2014 – Dez. 2029 |
| RB 76 |                 | Kiel Hbf – Kiel-Oppendorf (– Schönberger Strand)                                  | FLIRT Akku | NAH.SH, LNVG                                                 | Akku-Netz Schleswig-Holstein, Los Ost Dez. 2022 – Dez. 2035          |
| RE 83 |                 | Kiel Hbf – Preetz – Plön – Eutin – Lübeck – Mölln – Büchen – Lauenburg – Lüneburg | FLIRT Akku | NAH.SH, LNVG                                                 | Akku-Netz Schleswig-Holstein, Los Ost Dez. 2022 – Dez. 2035          |
| RB 84 |                 | Kiel Hbf – Preetz – Plön – Eutin – Lübeck Hbf                                     | FLIRT Akku | NAH.SH, LNVG                                                 | Akku-Netz Schleswig-Holstein, Los Ost Dez. 2022 – Dez. 2035          |

### Ehemaliger Betrieb
| Linie | Linienname   | Linienweg                                                                                                 | Fahrzeug | Aufgabenträger               | Vertragslaufzeit                 | neuer Betreiber           |
| ----- | ------------ | --- | -------- | ---------------------------- | -------------------------------- | ------------------------- |
| RB 37 | Amerikalinie | Bremen Hbf – Achim – Langwedel – Soltau – Munster (Örtze) – Uelzen                                        | LINT 41  | LNVG, Region Hannover, SKUMS | Heidekreuz Dez. 2011 – Dez. 2021 | Start Niedersachsen Mitte |
| RB 38 | Heidebahn    | Hannover Hbf – Langenhagen – Walsrode – Bad Fallingbostel – Soltau – Buchholz (Nordh) (– Hamburg-Harburg) | LINT 41  | LNVG, Region Hannover, SKUMS | Heidekreuz Dez. 2011 – Dez. 2021 | Start Niedersachsen Mitte |